# 茶ノ木神社

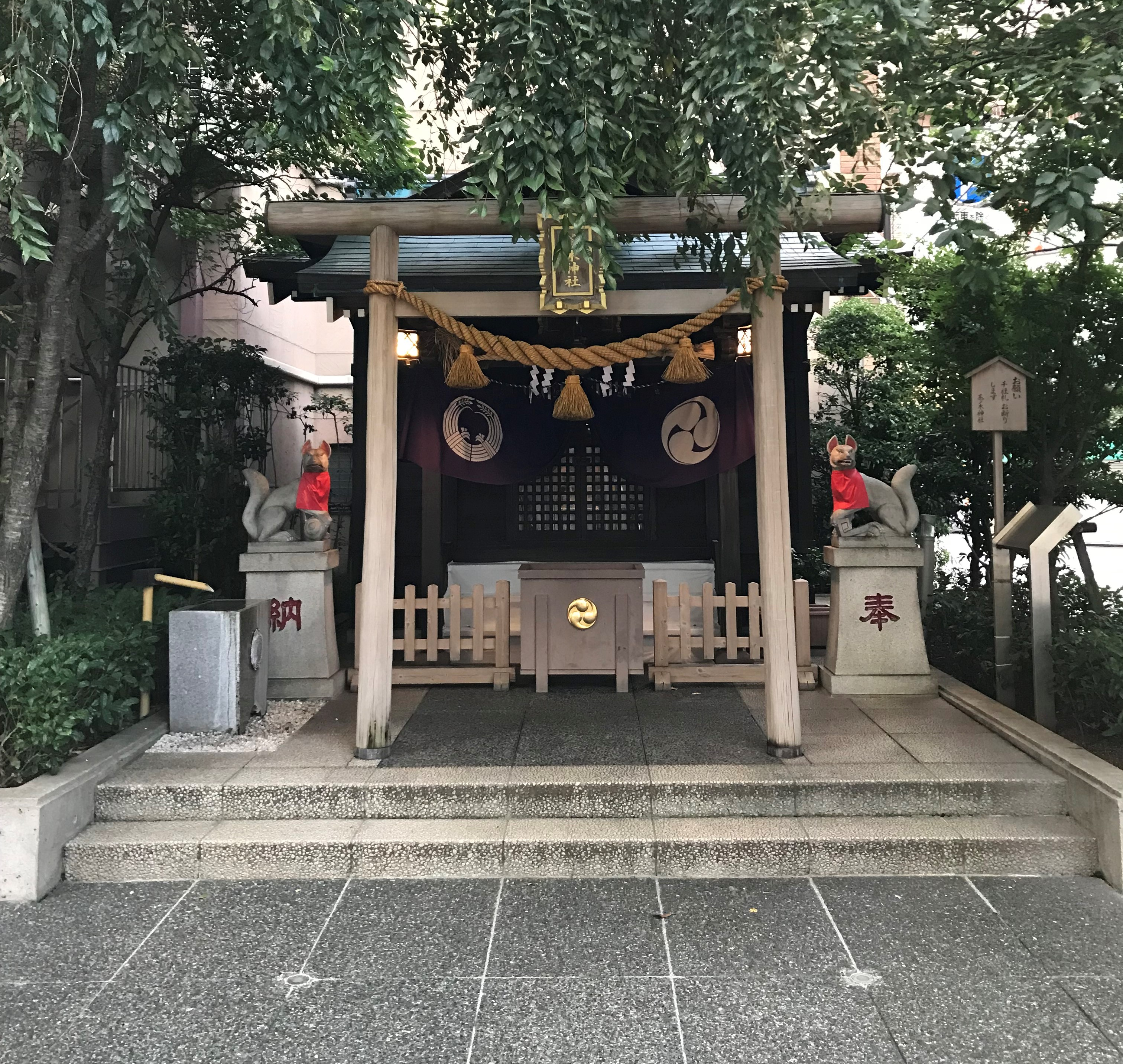
2022年7月撮影

茶ノ木神社（ちゃのきじんじゃ）は、東京都中央区の神社。

## 歴史
江戸時代に創建された。元々は当地にあった下総国佐倉藩の中屋敷の屋敷神として祀られていたのが当社の起源である。社の周りに茶の木が植えられていたことから、「お茶ノ木様」と呼ばれるようになった。
佐倉藩中屋敷やその周辺は、長らく火災の難を逃れていたことから、いつしか「火伏せの神」としての尊崇を集めるようになった。通常、町人が大名屋敷に立ち入ることは禁止されていたが、佐倉藩は特例として年1回初午の日に参拝を許可した。
1985年（昭和60年）、布袋尊を合祀して、日本橋七福神の一員となっている。

## 交通アクセス
- 水天宮前駅より徒歩1分。

## 日本橋 七福神めぐり
近隣の神社と共に「日本橋七福神めぐり」の一社になっている。
- 笠間稲荷神社 東京別社（寿老神）
- 小網神社（福禄寿）
- 水天宮（弁財天）
- 末廣神社（毘沙門天）
- 椙森神社（恵比寿）
- 松島神社（大黒天）
- 茶ノ木神社（布袋）